# Silviu Manea
Silviu Manea (* 5. April 1983) ist ein rumänischer Skibergsteiger und Mitglied der rumänischen Nationalmannschaft.

## Erfolge (Auswahl)
- 2004: 7. Platz bei der Weltmeisterschaft Skibergsteigen Staffel mit Ionuț Gălițeanu, Péter Károly und Lucian Clinciu

- 2005: 8. Platz bei der Europameisterschaft Skibergsteigen Staffel mit Ionuț Gălițeanu, Rareș Manea und Lucian Clinciu

- 2007: 9. Platz bei der Europameisterschaft Skibergsteigen Staffel mit Dimitru Frâncu, Rareș Manea und Ionuț Gălițeanu